# Wahid Hamed
Pour les articles homonymes, voir Hamed.
Wahid Hamed, né le 1er juillet 1944 et mort au Caire le 2 janvier 2021, était un scénariste égyptien.

## Biographie
Il est né à Minya al-Qamh, en Égypte. Sa carrière débute en 1974. Il est surtout connu pour avoir écrit le scénario de Terrorism and Kebab (1992), Ma'ali al Wazir (2003) et L'Immeuble Yacoubian (2006).
Hamed est décédé le 2 janvier 2021 d'une crise cardiaque au Caire, en Égypte, à l'âge de 76 ans.